# Indals-Lidens landskommun
Indals-Lidens landskommun var en tidigare kommun i Indals tingslag i norra Medelpad, Västernorrlands län. Indals-Lidens landskommun var också namnet på Lidens landskommun före 1936. 

## Administrativ historik
Kommunen bildades som storkommun vid kommunreformen 1952 genom sammanläggning av de tidigare kommunerna Holm, Indal och Liden (den sistnämnda hette före 1936 även den Indals-Liden).
Den 1 januari 1956 överfördes från Jämtlands län och Fors landskommun och Fors församling till Indals-Lidens landskommun och Lidens församling ett obebott område (Utanede 2:33 och 2:74) omfattande en areal av 0,03 km², varav allt land.
År 1971 infördes enhetlig kommuntyp och Indals-Lidens landskommun ombildades därmed till den kortlivade Indals-Lidens kommun som redan tre år senare uppgick i Sundsvalls kommun.
Kommunkoden 1952-1973 var 2210.

### Kyrklig tillhörighet
I kyrkligt hänseende tillhörde kommunen församlingarna Holm, Indal och Liden.

## Geografi
Indals-Lidens landskommun omfattade den 1 januari 1952 en areal av 1 327,50 km², varav 1 209,70 km² land.

### Tätorter i kommunen 1960
| Tätort | Folkmängd |
| ------ | --------- |
| Liden  | 334       |
| Indal  | 233       |

Tätortsgraden i kommunen var den 1 november 1960 11,2 procent.

## Politik

### Mandatfördelning i valen 1950-1970

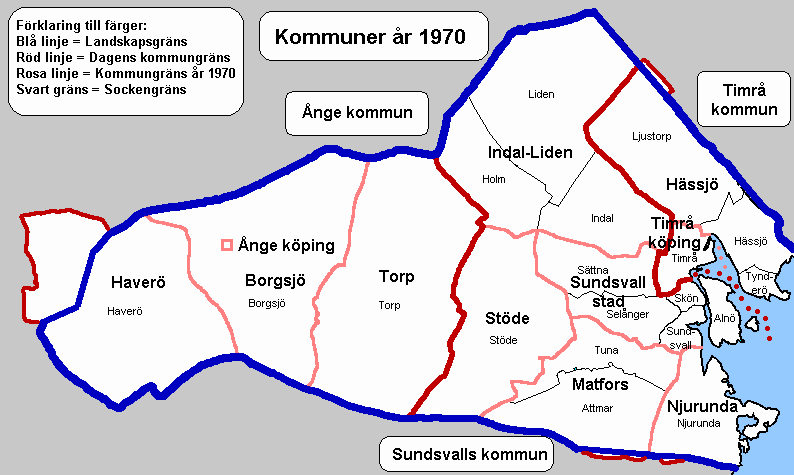
Socknar i Medelpad. Socknars namn är skrivet i liten storlek, något större storlek är kommunerna som fanns år 1970, samt dagens kommuner inuti en skylt. De forna kommunernas gränser markeras i rosa och dagens i rött.

| 22 | 9 | 7 | 2 |

| 38 |

|  | 21 | 7 | 7 | 4 |

| 35 |

|  | 20 | 9 | 5 | 5 |

| 36 |

|  | 17 | 9 | 5 | 3 |

| 31 |

| 2 | 15 | 10 | 4 |  | 3 |

| 28 | 7 |

|  | 17 | 12 | 2 |  | 2 |

| 27 | 8 |